# Lev Lopatine
Ne doit pas être confondu avec Anton Lopatine.
Lev (Léon) Mikhaïlovitch Lopatine (en russe : Лев Миха́йлович Лопа́тин), né le 1er juin 1855 (13 juin dans le calendrier grégorien) à Moscou (Empire russe) et mort le 21 mars 1920 (3 avril dans le calendrier grégorien) à Moscou (Union soviétique), est un philosophe et psychologue russe de tradition spiritualiste. Il est considéré comme l'un des fondateurs du personnalisme en Russie. Il soutient l'idée d'une spiritualité universelle interne, autrement dit, d'une conscience présente en chaque être (panpsychisme).

## Biographie
Lev Lopatine est né en juin 1855 à Moscou dans l'Empire russe. Il entre en 1875 à la faculté d'histoire de la philosophie de l'université de Moscou où il enseigne la philosophie et son histoire jusqu'à la fin de sa vie. Il devient alors un ami intime de Vladimir Soloviev avec qui il sera souvent en débat. Il est nommé privat-docent en 1885, puis professeur extraordinaire en 1892. Il exerce également en tant que professeur de philosophie dans des lycées ainsi que dans un établissement d'enseignement supérieur réservé aux femmes. En 1899, il devient président de la Société de psychologie de Moscou, succédant à Nikolaï Grot dans cette fonction. 
Lopatine publie un grand nombre d'articles dont les plus remarqués sont « La conception scientifique du monde et la philosophie », publié en 1903, et « Le spiritualisme comme système moniste de philosophie » paru en 1912. Ses ouvrages les plus notables sont Les tâches positives de la philosophie (1886), La question du libre arbitre (1889), Critique des principes empiriques de la moralité (1890). En 1910, il publie Le présent et le futur de la philosophie.
Après la révolution d'Octobre, Lopatine est victime de la politique de réforme soviétique, qui conduit à une malnutrition généralisée. Au printemps 1920, il meurt d'épuisement à la suite de sa malnutrition.

## Philosophie

### «Ontologisme»
Selon Lopatine, la philosophie est devenue, à la fin du XIXe siècle, une discipline dogmatique qui a perdu la capacité de poser et de résoudre des problèmes ontologiques dans leur globalité. Elle s’est alors déchargée de cette fonction sur la science, élevée au rang d'unique source de savoir indubitable. Le modèle propre aux sciences de la nature, celui d'un ordre universel régi par la loi, a fini ainsi par se propager dans tous les champs du savoir. Une telle situation a été causée en grande partie par « la démesure des exigences à l'endroit de la métaphysique telles qu'elles ont été instillées dans la conscience commune par la philosophie allemande » et par l'envahissement du formalisme logique et de l'abstraction. Les systèmes de Schelling et de Hegel, en particulier, ont profondément discrédité l'ensemble de la métaphysique. Les théories philosophiques ultérieures se sont dès lors portées essentiellement sur la gnoséologie (philosophie de la connaissance), condamnant du même coup à l'oubli l'objet de la métaphysique et la méthode spéculative. 
Lopatine considère qu'il a pour mission de restaurer les traditions d'une philosophie proprement ontologique, nommée par lui « ontologisme », qui sonde « les notions et les principes les plus généraux et les plus fondamentaux de notre vision du monde ». 

### «Spiritualisme moniste»
Pour Lopatine, la nouvelle philosophie doit édifier « le système du spiritualisme concret » ou « spiritualisme moniste ». Il entend par monisme l'homogénéité interne du monde et l'unité de ce dont il provient, c'est-à-dire l'unité « de la racine fondatrice ou de la force qui fait tenir ensemble la vivante diversité du monde ». 
Le spiritualisme répond seul, aux yeux de Lopatine, à l'exigence du monisme, en étendant au monde entier ce qui est constaté en nous par la conscience, à savoir l'existence de l'esprit individuel (le « moi »). De là découle l'affirmation d'une « vie subjective » immanente à la nature, car « dans un monde véritablement un ce qui est fondamental pour nous doit être fondamental également pour toutes les autres formes de la création ». Le danger du solipsisme, présent dans les théories idéalistes, est ainsi évité. Néanmoins, la vie subjective des autres êtres humains, comme aussi des animaux, des végétaux, des molécules et des êtres spirituels qui nous sont supérieurs, c'est-à-dire dont « le statut spirituel est infra-organique ou supra-organique », reste pour nous énigmatique. Nous ne pouvons en effet pleinement comprendre que les phénomènes psychiques qui ont été éprouvés par nous, la diversité qualitative de l'esprit limitant notre connaissance des autres esprits.
Le spiritualisme moniste implique que nulle extériorité matérielle ne s'oppose à la conscience de l'individu. Seules les substances spirituelles qui diffèrent d'elles s'en distinguent clairement. L'homme est alors tendu par essence vers la connaissance, non des choses et des phénomènes du monde qui l'environnent, mais des autres substances spirituelles dont le monde est rempli, ainsi que du lien qui le relie à elles. Dans Les tâches positives de la philosophie, publié en 1886, Lopatine souligne les rapports actifs entre ces différentes consciences : « J'affirme […] non seulement que les consciences sont conjuguées, mais encore qu'il y a répercussion entre les états des différentes consciences ».

### «Personnalisme»
Lopatine est avec Alexeï Kozlov l'un des premiers représentants du personnalisme, courant de pensée spiritualiste qui s'est développé parallèlement en Occident. Le personnalisme implique l'idée qu'à la base de l'existence se trouve une substance spirituelle individuelle : la personne ou le « moi ». Dans le contexte russe, le personnalisme s'inscrit dans une perspective religieuse ou théologique, et identifie la nature profonde de l'homme au divin, accordant du même coup à l'âme humaine un caractère « supra-spatial » et « supra-temporel » qui la rend à la fois libre, créatrice et éternelle.
Dans la doctrine de Lopatine, les manifestations de la vie psychique varient de seconde en seconde dans un flux discontinu. En revanche, le « moi » qui expérimente les processus psychiques reste identique à lui-même ; il est une « substance supra-temporelle », existant par delà le temps. Si de telles substances n'existaient pas, les phénomènes disparaîtraient sans cesse au lieu de se transformer en d'autres phénomènes. Lopatine voit dans la conscience même de l'espace et du temps la preuve que le « moi » se situe à un autre niveau d'existence que celui du monde spatio-temporel que nous observons. Il considère en particulier que « la conscience de la réalité du temps est la preuve la plus évidente, la plus précise, la plus indiscutable de la nature supratemporelle de notre moi [car] le temps ne peut être observé ou compris par ce qui est temporel ». De même, la comparaison entre deux objets ne serait pas possible si notre « moi » ne se situait pas au-dessus des deux perceptions pour les juxtaposer.